# صنوبر أشيب
صنوبر أشيب (الاسم العلمي:Pinus sabiniana) هي نوع من النباتات يتبع جنس الصنوبر من فصيلة الصنوبرية.